# エマエ島

エマエ島(Emae、南緯17度4分 東経168度24分 / 南緯17.067度 東経168.400度)は、シェパード諸島の島。バヌアツのシェファ州に属している。マウンガ・ラシ(Maunga Lasi)が最高地点で標高は664mである。マクラやマタソと共に海底火山マクラのカルデラの一部で、その北端にある。大きさは長さ10km幅5km程度で、面積は32km2である。

## 住民
島内の人口はおおよそ750人で、年3.1%の速度で人口が上昇している。最大の経済活動は自給自足農業である。島のGDPは一人当たり457ドルで、メラネシア人が居住する周りの島と違い、域外ポリネシア人が居住している。
島の言語はエマエ語と呼ばれる言語で、ポリネシア諸語のフトゥナ諸語系統に属しているが、第二言語として他の島でも利用される北エファテ語が利用されている。元島民の多くは現在ポートビラに住んでいる。2004年には4人のエマエ族長の戴冠が発生しており、多くの部族長がエマエに居住している。

## 交通
シウォ空港(Siwo Airport)が存在している。

## 註
1. ↑  Emae Chiefs